# Nowe Kotlice
Nowe Kotlice – wieś sołecka w Polsce położona w województwie świętokrzyskim, w powiecie jędrzejowskim, w gminie Sobków.
W latach 1975–1998 miejscowość administracyjnie należała do województwa kieleckiego.

## Zabytki
Park dworski z I połowy XIX w., wpisany do rejestru zabytków nieruchomych (nr rej.: 576 z 11.12.1957).